# Johann von Drimborn
Johann von Drimborn (auch Dremborn; * 15. Jahrhundert in Aachen; † um 1536 ebenda) war Schöffe und Bürgermeister der Reichsstadt Aachen.

## Leben und Wirken
Der Sohn des Alt-Bürgermeisters Hermann von Dremborn und der Christine Schanternel stammte von einer wohlhabenden Familie ab, welche mehrere Häuser in bester Innenstadtlage Aachens besaß. Er folge seinem Vater in das Schöffenkollegium und trat als solcher 1495 erstmals in Erscheinung. Darüber hinaus war er Mitglied in der Sternzunft, der ausschließlich adelige Bürger angehörten.
Im Jahr 1508 wurde von Drimborn zum Bürgermeister der Freien Reichsstadt Aachen gewählt und in den Jahren 1509, 1515, 1521 und 1530 zum Sendschöffen ernannt. Außerdem gehörte er mehrere Amtsperioden dem Rat der Stadt Aachen an.
Johann von Dremborn war verheiratet mit Katharina van Eyl, mit der er mehrere Kinder bekam. Nach der Familie wurde in Aachen eine Straße und ein Waldstück benannt, in dem später der Aachener Tierpark Euregiozoo eingerichtet worden ist.